# Championnat de Gambie de football 2010
Navigation
Édition précédente Édition suivante
La saison 2010 du Championnat de Gambie de football est la quarante-deuxième édition de la GFA League Division I, le championnat national de première division en Gambie. Les douze équipes engagées sont regroupées au sein d'une poule unique où elles affrontent deux fois leurs adversaires, à domicile et à l'extérieur. En fin de saison, les deux derniers du classement sont relégués et remplacés par les deux meilleurs clubs de deuxième division.
Le championnat débouche sur une surprise puisque c'est l'un des promus de Second Division, Gambia Ports Authority, qui remporte la compétition cette saison après avoir terminé en tête du classement, avec trois points d'avance sur Wallidan FC et neuf sur Samger FC. C'est le sixième titre de champion de Gambie de l'histoire du club.

## Participants
- Wallidan FC
- Steve Biko FC
- Real de Banjul
- Sea View FC
- Interior FC - Promu de D2
- Samger FC
- Hawks FC
- Brikama United
- Armed Forces FC
- Bakau United FC
- Gambia Ports Authority - Promu de D2
- Gamtel FC

## Compétition

### Classement
Le classement est établi sur le barème de points suivant : victoire à 3 points, match nul à 1, défaite à 0.
| Rang | Équipe                  | Pts | J  | G  | N  | P | Bp | Bc | Diff |
| ---- | ----------------------- | --- | -- | -- | -- | - | -- | -- | ---- |
| 1    | Gambia Ports AuthorityP | 40  | 22 | 11 | 7  | 4 | 18 | 9  | +9   |
| 2    | Wallidan FC             | 37  | 22 | 11 | 4  | 7 | 23 | 16 | +7   |
| 3    | Samger FC               | 31  | 22 | 7  | 10 | 5 | 21 | 17 | +4   |
| 4    | Armed Forces FCT        | 30  | 22 | 6  | 12 | 4 | 19 | 17 | +2   |
| 5    | Steve Biko FC           | 29  | 22 | 7  | 8  | 7 | 13 | 13 | 0    |
| 6    | Gamtel FCC              | 26  | 22 | 6  | 8  | 8 | 20 | 19 | +1   |
| 7    | Bakau United FC         | 26  | 22 | 6  | 8  | 8 | 16 | 23 | -7   |
| 8    | Interior FCP            | 25  | 22 | 4  | 13 | 5 | 16 | 16 | 0    |
| 9    | Brikama United          | 25  | 22 | 5  | 10 | 7 | 19 | 21 | -2   |
| 10   | Real de Banjul          | 25  | 22 | 6  | 7  | 9 | 15 | 21 | -6   |
| 11   | Hawks FC                | 24  | 22 | 4  | 12 | 6 | 11 | 14 | -3   |
| 12   | Sea View FC             | 24  | 22 | 5  | 9  | 8 | 17 | 22 | -5   |

|  | Qualification pour la Ligue des champions de la CAF 2011                               |
|  | Qualification pour la Coupe de l'UFOA 2011                                             |
|  | Relégation directe en deuxième division                                                |
|  | T : Tenant du titre C : Vainqueur de la Coupe de Gambie P : Promu de deuxième division |

## Bilan de la saison
| Championnat de Gambie de football 2010 |                                   |
| Champion                               | Gambia Ports Authority (6e titre) |
| Coupes et trophées                     |                                   |
| Vainqueur de la Coupe de Gambie 2010   | Gamtel FC                         |
| Qualifications continentales           |                                   |
| Ligue des champions de la CAF 2011     | Gambia Ports Authority            |
| Coupe de la confédération 2011         | Aucun                             |
| Coupe de l'UFOA 2011                   | Gamtel FC                         |
| Promotions et relégations              |                                   |
| Promus en GFA League Division I        | Young Africans Banjul             |
| Promus en GFA League Division I        | Africell FC                       |
| Relégués en GFA League Division II     | Hawks FC                          |
| Relégués en GFA League Division II     | Sea View FC                       |